# Životní prostředí v Paříži
Životní prostředí v Paříži je stejně jako v jiných metropolích planety ovlivněno činností obyvatel měst a jejich ekonomickými aktivitami.

## Zelené plochy
Paříž je jedno z nejhustěji zalidněných měst v Evropě, takže podíl veřejné zeleně je ve městě velmi omezený. Ve vnitřním městě je poměr pouhých 5,8 m2 zeleně na jednoho obyvatele (nebo 14,5 m2 při započtení Boulogneského a Vincenneského lesíka), oproti 36 m2 v Amsterdamu, 45 m2 v Londýně, 59 m2 v Bruselu nebo 321 m2 v Římě. Městské obvody na severu Paříže jsou pokryty zelení velmi nedostatečně. V posledních dvou desetiletích sice vzniklo několik veřejných parků a zahrad, ale město, které potřebuje prostor pro ekonomické aktivity, bydlení nebo veřejné zařízení (školky, sportoviště aj.), nemůže vždy vytvořit parky, neboť volné plochy jsou v Paříži omezené. Hranice města jsou dané zákonem z roku 1860 a rozšiřování na úkor okolních obcí není možné. Obec proto v rámci městského plánování zavedla pojem „koeficient biotopu“, kdy stavitel musí při každé stavbě vyčlenit část pozemku na zelenou plochu přiléhající ke stavbě.

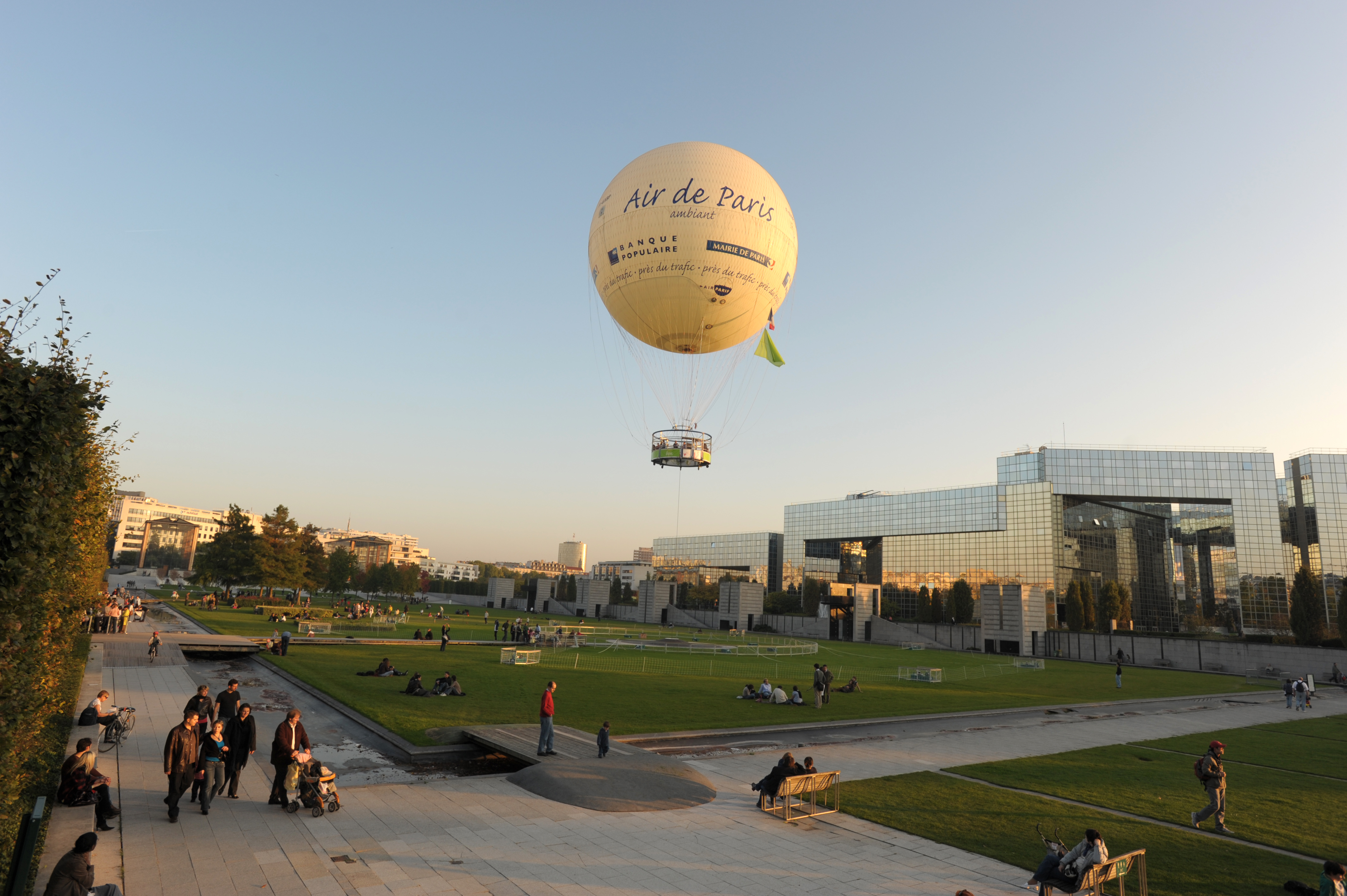
Balon v parku André Citroëna mění barvu podle znečištění ovzduší

## Znečištění ovzduší
Znečištění ovzduší v Paříži a regionu Île-de-France monitoruje od 1979 společnost Airparif. Podle zákona o ovzduší z roku 1996 je Airparif nezisková organizace stejně jako ostatní francouzské monitorovací sítě. Paříž také provozuje tzv. Maison de l'Air (Dům ovzduší) v parku Belleville ve 20. obvodu, jehož účelem je poučit obyvatele o roli atmosféry a vlivu znečištění na zdraví. Druhou atrakcí, která popularizuje ovzduší, je balon v parku André Citroëna, který nabízí letecký pohled na Paříž z výšky až 150 m. Balon slouží jako identifikátor kvality vzduchu, neboť mění barvu podle míry znečištění ovzduší.
Znečištění souvisí především s dopravou, neboť průmyslových podniků je ve městě již málo a nacházejí se především na okraji Paříže. I když oceánické klima obecně vede k rozptylu znečišťujících látek, při anticyklonálním počasí se škodliviny hromadí a zvyšuje se hladina oxidů dusíku a pevných částic. Letní podmínky (vysoké teploty a sluneční svit) podporují zvýšenou koncentraci ozonu.
Podle zprávy Airparif zveřejněné v roce 2007 se celkové znečištění v hlavním městě od roku 2002 snížilo o 32 % v emisích oxidů dusíku a o 9 % v emisích skleníkových plynů, tj. pokles o 469 tun oxidu uhličitého denně. Tento pokles je však důsledkem technologického pokroku v automobilovém průmyslu než v městské politice omezení automobilového provozu.

## Hlukové znečištění
Hluk je v Paříži rovněž zásadní problém pro veřejné zdraví, což vedlo k vytvoření hlukové observatoře v roce 1999. Jako první krok byla v roce 2004 vytvořena mapa silničního hluku na základě geografického informačního systému, která byla v roce 2007 zveřejněna.
Politika města Paříže směřuje k omezení užívání automobilů, což ale vede k významnému nárůstu provozu motorek. Kromě toho vozidla k čištění ulic, popelářské vozy apod., které jsou v provozu často velmi brzy (od 6 hodin) nebo pozdě (odvoz odpadu v některých ulicích probíhá až ve 23 hodin) jsou nejhlučnější vozidla provozovaná na území města a jako taková představují další hlukové zatížení.

## Voda
Voda distribuovaná v Paříži pochází z 50 % z podzemních vod a z 50 % z upravených vod Seiny a Marny. Tato voda je podle analýzy kvalitní. Odpadní a dešťová voda je smíšená a míří do čistírny odpadních vod v Achères. V době nízkých srážek sem proudí veškerá voda, ale v době přívalových dešťů je přebytek vypouštěn do Seiny, což je jeden z důvodů, proč jsou po silných bouřích nalézány mrtvé ryby.

## Průmysl
V Paříži samotné již není průmysl, kde by hrozilo nebezpečí velkých technologických havárií. Nicméně, několik vysoce rizikových oblastí se nachází na vnitřních předměstí, kde jsou sklady uhlovodíků v Nanterre, Gennevilliers a Vitry-sur-Seine.

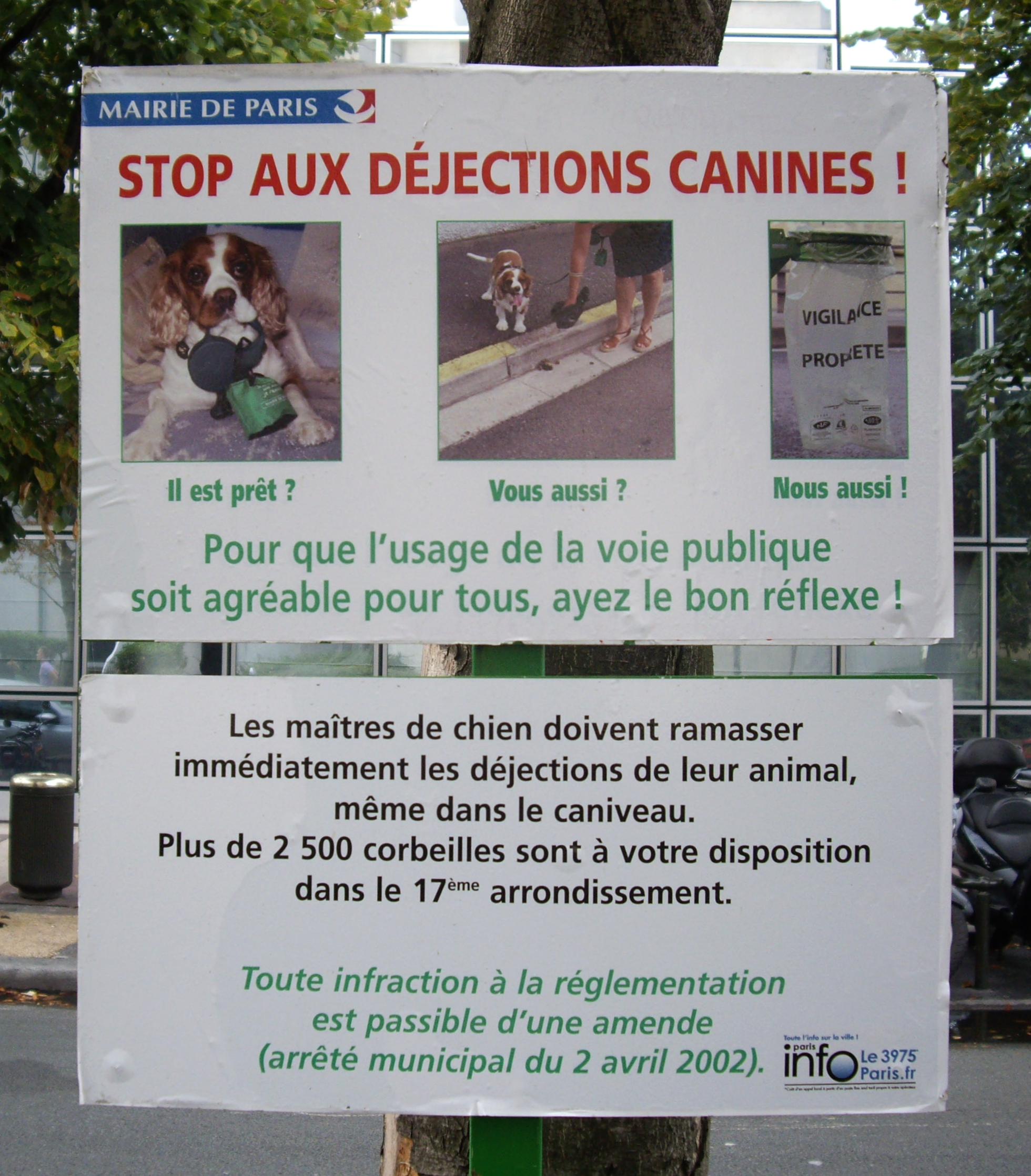
Vyhláška 17. obvodu proti psím výkalům

## Psí exkrementy
Paříž je rovněž neslavně proslavená psími exkrementy na chodnících. Přibližně 150 000 psů produkuje asi šestnáct tun výkalů denně, často uprostřed chodníku kvůli neukázněnosti jejich majitelů. To má za následek velké náklady na úklid veřejných komunikací, které platí obec. Tyto výkaly jsou obyvateli považovány za hlavní problém znečištění ve městě. Zanedbatelný není ani sociální dopad, protože každý rok dojde přibližně k 650 nehodám v důsledku uklouznutí a pádu, které si vyžádají akutní ošetření, zejména u starších pacientů. Po letech laxního přístupu se pařížská radnice rozhodla zpřísnit znečišťování a od roku 2007 činí průměrná pokuta 183 €. Přesto toto opatření nemá velký vliv na čistotu pařížských ulic.